# 3083 OAFA
3083 OAFA è un asteroide della fascia principale. Scoperto nel 1974, presenta un'orbita caratterizzata da un semiasse maggiore pari a 2,2845676 UA e da un'eccentricità di 0,1523024, inclinata di 6,47818° rispetto all'eclittica.
L'asteroide prende il nome dall'Observatorio Astronomico Felix Aguilar, della provincia di San Juan in Argentina, che l'ha scoperto.